# Stade Rodina
Le Stade Rodina (en russe : Стадион Родина) est un stade de football située à Khimki, dans l'oblast de Moscou, en Russie. Le propriétaire de ce stade est le FK Khimki.